# Rock the Boat
A Rock the Boat Aaliyah amerikai énekesnő harmadik kislemeze harmadik, Aaliyah című albumáról (az USA-ban második, ott a More Than a Woman később jelent meg; Franciaországban a negyedik, mert ott egyedül az I Refuse című dal is megjelent kislemezen). A Rock the Boatot Grammy-díjra jelölték a 44. Grammy-díjkiosztón legjobb női R&B-előadás kategóriában.

## Fogadtatása
Az amerikai Billboard Hot 100 slágerlistára 2001. szeptember 8-án került fel a dal, az 57. helyre. A tizenkettedik héten érte el legmagasabb helyezését, a 14-et. A dal huszonöt hetet töltött a listán és a 2002-es összesített év végi slágerlistán a 85. helyre került. A dal Hollandiában és az Egyesült Királyságban is a top 20-ba került.

## Videóklip
A dal videóklipjét Hype Williams rendezte, és a Bahama-szigeteken forgatták 2001. augusztus 22-étől augusztus 25-éig, nem sokkal Aaliyah halála előtt. A klipben Aaliyah a tengerparton és egy hajón táncol; a koreográfiát Fatima Robinson tervezte. Az egyik táncos a későbbi Pussycat Dolls együttes egyik tagja, Carmit Bachar. A klip világpremierje a BET tévécsatorna Access Granted című műsorában volt 2001 októberében. Ugyanennek a csatornának a 106 & Park című műsorában a More Than a Woman videóklipjével együtt több mint 65-ször szerepelt a listán, és az első helyre került. A csatorna 2001 legjobb 100 videóklipje listáján a 2. helyre került.
A klip forgatásának befejezése után, augusztus 25-én este 6:49-kor Aaliyah és hét társa felszálltak egy Cessna 402-es kis repülőgépre, melynek pilótája Luis Morales volt. A repülő a feltételezések szerint a miami Opa-locka Repülőtérre indult, de röviddel felszállás után lezuhant. Mindenki, aki a fedélzeten tartózkodott, meghalt.

## Változatok
CD maxi kislemez (Európa)
1. Rock the Boat – 4:34
2. Rock the Boat (Club Mix by Mixzo) – 5:18
3. Rock the Boat (Club Mix by Doug Lazy) – 5:27
4. Rock the Boat (videóklip) – 5:27

CD maxi kislemez (Ausztrália)
1. More Than a Woman (Radio Edit) – 3:08
2. Rock the Boat (Album version) – 4:34
3. More Than a Woman (Bump N Flex Club Mix) 5:29
4. More Than a Woman (Masters at Work Main Mix) 8:47

CD maxi kislemez (Ausztrália)
1. Rock the Boat – 4:34
2. Rock the Boat (Club Mix) – 5:16
3. We Need a Resolution – 4:02

12" maxi kislemez (Egyesült Királyság; promó)
1. Rock the Boat – 4:34
2. Rock the Boat (Instrumental) – 4:34
3. Rock the Boat (Radio edit) – 3:37

12" maxi kislemez (Egyesült Királyság)
1. Rock the Boat – 4:34
2. Rock the Boat (Instrumental) – 4:34
3. Rock the Boat (Club Mix by Mixzo) – 5:18
4. Rock the Boat (Club Mix by Doug Lazy) – 5:27

12" maxi kislemez (Egyesült Királyság; promó)
1. Rock the Boat – 4:34
2. Rock the Boat (Club Mix by O) – 4:19
3. Rock the Boat (Club Mix by Doug Lazy) – 5:18
4. Rock the Boat (Instrumental) – 4:34

## Helyezések
| Slágerlista (2001-02)               | Legmagasabb helyezés |
| ----------------------------------- | -------------------- |
| USA Billboard Hot 100               | 14                   |
| USA Billboard Hot R&B/Hip-Hop Songs | 2                    |
| USA Billboard Top 40 Tracks         | 37                   |
| US Billboard Rhythmic Top 40        | 13                   |
| Ausztrál kislemezlista              | 49                   |
| Belga kislemezlista                 | 44                   |
| Brit kislemezlista                  | 12                   |
| Holland kislemezlista               | 12                   |
| Német Top 100 kislemezlista         | 70                   |
| Svájci kislemezlista                | 59                   |